# 나비뭄바이

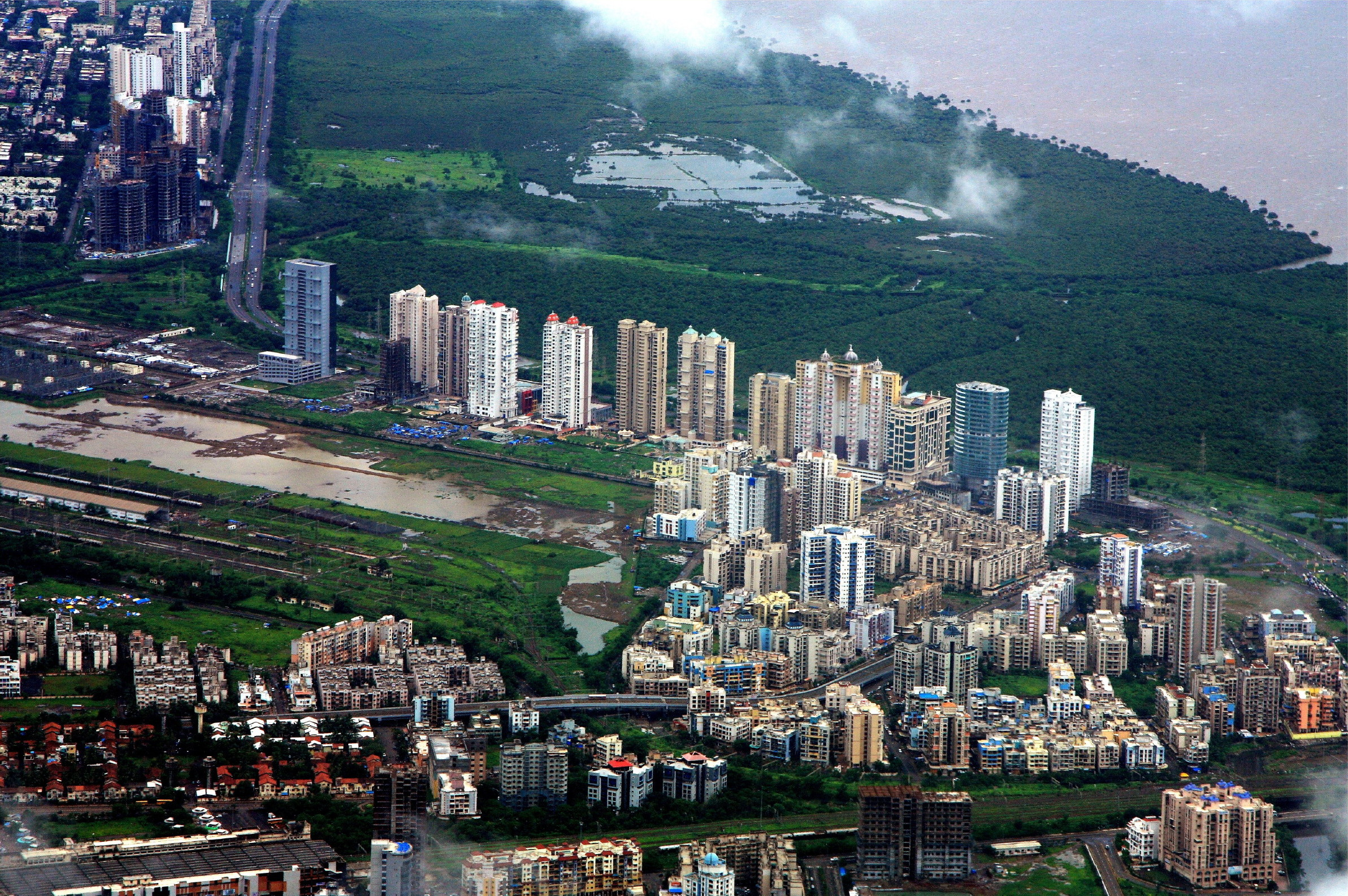
나비뭄바이

나비뭄바이(Navi Mumbai, 마라티어: नवी मुंबई) 또는 뉴봄베이(New Bombay)는 인도 마하라슈트라 주 서안에 위치한 신도시이다. 총면적은 344km2이며 나비봄베이 자치 도시(Navi Mumbai Municipal Corporation, NMMC)가 관할하는 지역의 면적은 163km2이다. 인구는 2,600,000명(2008년 기준), 인구 밀도는 4,332명/km2, 높이는 해발 10m이다. 1972년부터 뭄바이의 쌍둥이 도시로 건설되었다.